# نندینگن
نندینگن (به آلمانی: Nendingen) یک منطقهٔ مسکونی در آلمان است که در توتلینگن واقع شده‌است. نندینگن ۲٬۸۵۱ نفر جمعیت دارد.